# المنظمة العالمية للأورام
المنظمة العالمية للأورام (GO) هي منظمة رعاية صحية أكاديمية أمريكية تعتمد على المجتمع، وقد تم تأسيسها في جامعة هارفارد في عام 2012.

## تأسيسها
تأسست المنظمة عام 2012 على يد آمي بهات وفرانكلين هوانج، وتتكون المنظمة من أطباء وموظفين وطلاب وأعضاء مجتمع الأورام وغيرهم من المتطوعين المحترفين.
تتمثل مهمة المنظمة في تحسين الرعاية الصحية لمرضى السرطان وتحسين أبحاث السرطان في البيئات محدودة الموارد من خلال مجموعة متنوعة من البرامج والجهود، بما في ذلك تطوير فرص التدريب والبحث في علم الأورام عالميًا.
تدعم المنظمة جهود المنظمات الرائدة الأخرى العاملة في مجال الأورام ورعاية السرطان على الصعيد العالمي، بما في ذلك فرقة العمل العالمية المعنية بتوسيع الوصول إلى رعاية ومكافحة السرطان في البلدان النامية (GTF.CCC).[بحاجة لمصدر]
تتألف اللجنة التوجيهية التي تقدم المشورة للمنظمة من خبراء أكاديميين وأعضاء هيئة تدريس في مجال رعاية السرطان والأورام من مؤسسات ومستشفيات تابعة لجامعة هارفارد، بما في ذلك كلية هارفارد الطبية ومدرسة هارفارد للصحة العامة ومركز بيث إسرائيل دياكونيس الطبي ومستشفى بريجهام للنساء ومستشفى الأطفال في بوسطن ومعهد دانا فاربر للسرطان ومستشفى ماساتشوستس العام.[بحاجة لمصدر]

## البرامج
أُنشئ (GO! Talks) بجهد أساسي من المنظمة العالمية للأورام، وهي عبارة عن سلسلة ندوات فريدة تُقام كل شهرين عن الأورام عالميًا وتسعى إلى تثقيف المجتمع الأكبر حول قضايا الأورام على نطاق عالمي وتحفيز التعاون في هذا المجال، ومن بين المتحدثين في تلك الندوات حتى الآن بول فارمر وإريك كراكور، كما طورت المنظمة العالمية للأورام أول خريطة مشاريع فريدة من نوعها والتي تم إطلاقها عام 2015 كمصدر لتعريف مجتمع السرطان العالمي بالمشاريع والاحتياجات في العمل العالمي الخاص بمرض السرطان.

## وصلات خارجية
- الموقع الرسمي